# Ориенталии (дивертисмент)
«Ориента́лии» (фр. Les Orientales) — дивертисмент из 5 хореографических эскизов в постановке М. М. Фокина и В. Ф. Нижинского 1910 года на музыку А. С. Аренского, А. П. Бородина, А. К. Глазунова, Э. Грига в оркестровке И. Ф. Стравинского, К. А. Синдинга в оркестровке А. С. Танеева. Впервые представлен силами антрепризы Русский балет Дягилева 25 июня 1910 года в Гранд-Опера́, Париж.

## История создания

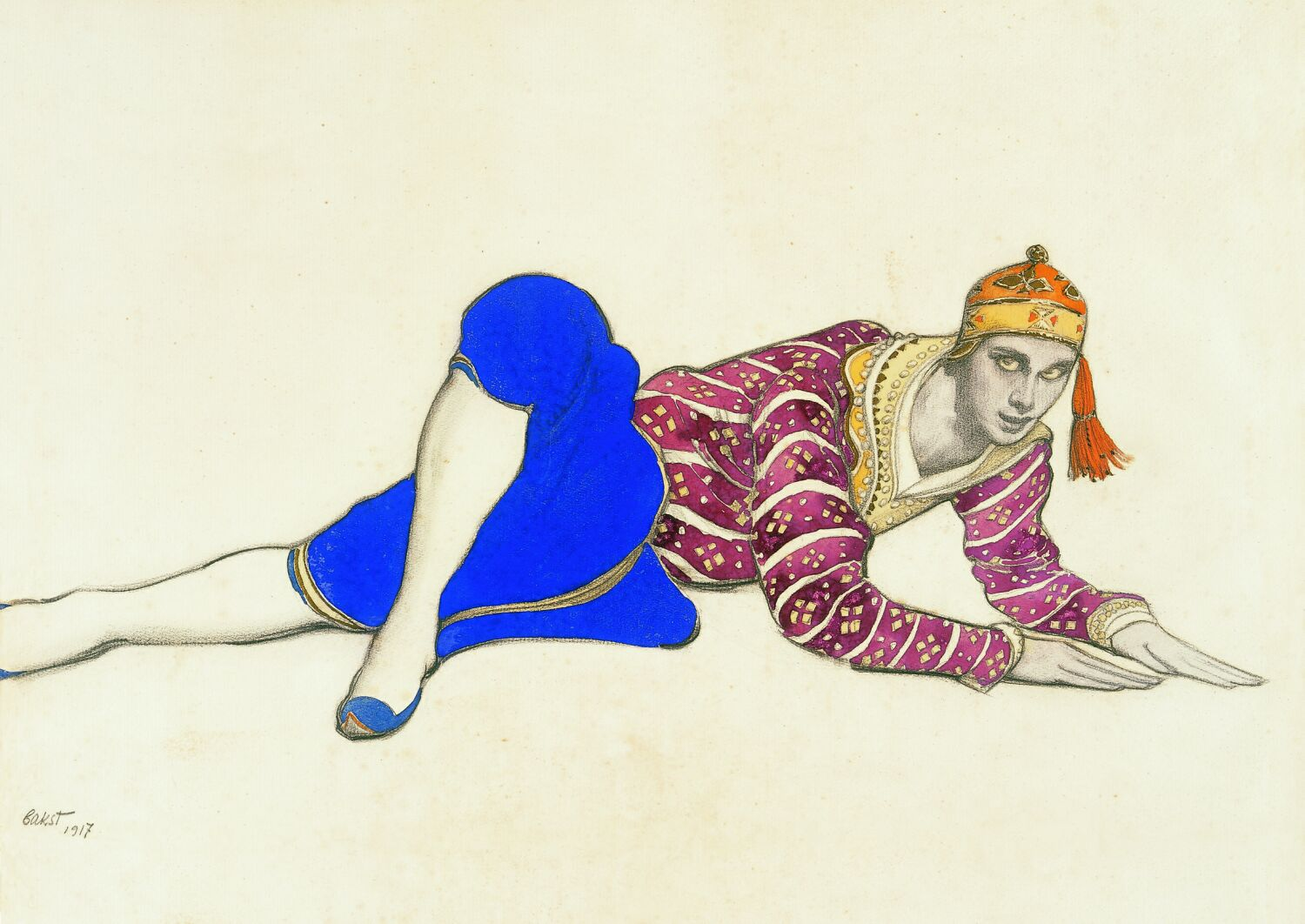
Л. С. Бакст. Костюм для восточного танца В. Ф. Нижинского, 1917

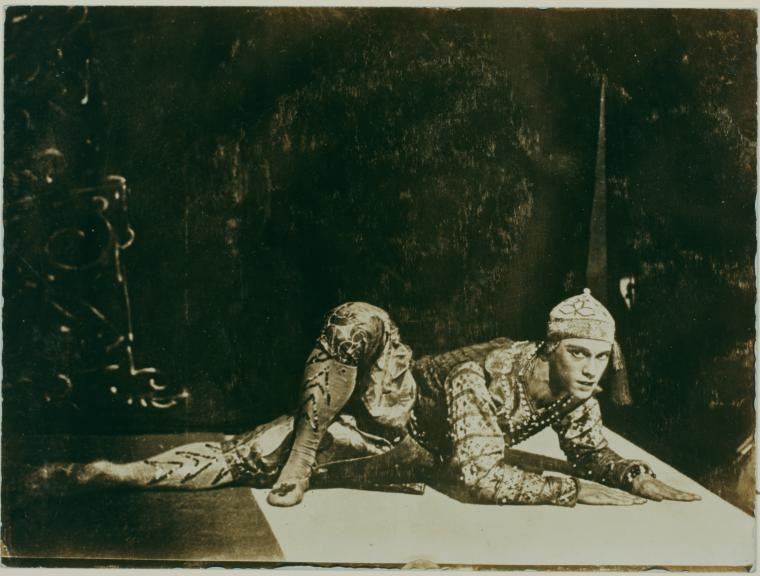
В. Ф. Нижинский в восточном танце, дивертисмент «Ориенталии», 1911

Русские сезоны с 1909 по 1912 год представили в Европе шесть балетов восточной тематики: «Половецкие пляски», «Клеопатра», «Шехеразада», «Ориенталии», «Голубой бог» и «Тамара». Все они, отличаясь чувственным эротизмом, необузданной страстностью и дикой силой, оказали воздействие на европейское искусство начала XX века.
Главными премьерами антрепризы Дягилева на парижской сцене 1910 года стали балеты «Шехеразада» и «Жар-птица». «Ориенталии» были представлены в один вечер с «Жар-птицей».
Фокин не удостоил «Ориенталии» вниманием в своих мемуарах. В плане книги дивертисмент не упоминается ни в одной из рубрик для определения места каждого из балетов в творчестве балетмейстера. Название появилось в воспоминаниях только один раз в связи с негодованием Фокина по поводу страсти Дягилева к переименованиям: «Festin, Orientale — всё это новые названия к собранию старых, известных в России танцев. Конечно, много путаницы произошло от этих новых названий, но… надо же дать хозяину побаловаться». Очевидно, речь идёт об изменении названия «Восточный танец» на «Сиамский танец» (фр. Danse Siamoise).

## Премьера
- 1910 — 25 июня, «Ориенталии», пять хореографических эскизов[2] в компоновке С. П. Дягилева. Хореография М. И. Петипа, М. М. Фокина и В. Ф. Нижинского. Декорация Л. С. Бакста, костюмы К. А. Коровина и Л. С. Бакста. Дирижёр Н. Н. Черепнин, режиссёр С. Л. Григорьев[1]. Один номер шёл в постановке Нижинского, остальные — Фокина. Относительно музыки композиторов, её оркестровки, хореографии и сценографии, даже количества номеров наблюдаются расхождения в источниках. Например, в официальной программе Русских сезонов 1910 года автором декораций указан Коровин, хотя в Национальной библиотеке Франции хранится эскиз Бакста[5].

Номера и основные исполнители
В официальной программе Русских сезонов 1910 года «Ориенталии» включали 6 номеров:
- I. «Сарацинский танец» (фр. Danse des Sarrazins) — исполнили В. П. Фокина, А. А. Орлов. Музыка Глазунова, хореография Петипа и Фокина. В танце также были заняты Маслов, Кобелев, Кузнецов, Дмитриев, Эрлер, Герасимов
- II. «Восточный танец» (фр. Danse Orientale) — исполнение В. Ф. Нижинского на музыку К. А. Синдинга (Rondoletto giocoso, op. 32/5)[2]. Оркестровка А. С. Танеева, хореография М. М. Фокина и В. Ф. Нижинского[6]
- III. Па-де-де — Е. В. Гельцер, А. Е. Волинин. Музыка Глазунова, хореография Петипа
- IV. «Танец с факелом» (фр. Danse du Flambeau или же «Ассирийский танец») — Т. П. Карсавина. Музыка Аренского, хореография Фокина
- V. «Джинн» (фр. Le Djinn; также «Вариации») — постановка и исполнение Вацлава Нижинского на музыку Эдварда Грига (Småtroll, op. 71/3, из X тетради «Лирических пьес» в оркестровке Игоря Стравинского), хореография Нижинского[2]
- VI. «Половецкие пляски» из оперы «Князь Игорь» (фр. Danses Polovtsiennes du „Prince Igor“) — 56 исполнителей (половецкие девушки, рабы, предводитель половцев, половецкие воины, юноши). Музыка Бородина, балетмейстер и хореограф Фокин[6]

«Танец с факелом» впервые был представлен на сцене Мариинского театра в 1907 году. Отдельный концертный номер в исполнении Карсавиной был создан вследствие успеха танца рабынь с факелами из балета «Эвника», который Фокин расценил «самым  большим успехом спектакля», первым своим экстатическим танцем, «первым выразительным ансамблем», «пробуждением кордебалета». Указанные в официальной программе номера впоследствии стали известны под другими названиями: «Восточный танец» именовался как «Сиамский танец» (фр. Danse Siamoise), «Джинн» — как «Коболд» (фр. Kobold). Видимо, со временем «Половецкие пляски» стали восприниматься как вполне самостоятельный отдельный номер, поэтому в программе сезонов указано 6 номеров дивертисмента, а в мемуарах Григорьева — 5. Григорьев писал, что все исполнители были удостоены похвал, «большое восхищение вызвали также Гельцер и Волинин».
Согласно репертуару Русских сезонов, «Ориенталии» после премьеры 25 июня и повторных представлений 28 и 30 июня 1910 года Русским балетом Дягилева больше никогда не были показаны.

## Воздействие
2010 — май, «Сиамский Нижинский» (англ. Nijinsky Siam), 54-минутный балет тайского хореографа Пичета Клунчуна, поставленный к 100-летию премьеры «Ориенталий» как диалог с Нижинским при исполнении им «Восточного танца», более известного за рубежом как «Сиамский танец».